# L'Homme au pistolet d'or (roman)
Pour les articles homonymes, voir L'Homme au pistolet d'or.
L'Homme au pistolet d'or (The Man with the Golden Gun) est un roman d'espionnage de l'écrivain britannique Ian Fleming, paru à titre posthume en 1965. C'est son treizième roman des aventures du célèbre James Bond. Le roman n'est pas aussi détaillé et poli que les autres de la série, l'auteur étant mort en août 1964. Le premier jet et le processus d'édition ont cependant été réalisés avant la mort de Fleming. En outre, le manuscrit était déjà passé par les mains de son éditeur de copie, William Plomer. La plupart des détails contenus dans les romans précédents manquent, cela étant souvent ajouté par Fleming lors du second jet. L'éditeur Jonathan Cape a confié le manuscrit à Kingsley Amis pour avoir son avis et ses conseils à propos du récit, ses suggestions ont été en partie retenues.

## Résumé
Amnésique et laissé pour mort par son service, James Bond tente de retrouver la trace de son passé. C'est dans cet état que les services secrets soviétiques lui mettent la main dessus. Conscients de l'opportunité présente, ils lui font subir un lavage de cerveau et le « rééduquent » dans le but d'éliminer M. Bond refait donc surface à Londres, mais il échoue à tuer son ancien chef. Après un traitement destiné à le faire redevenir lui-même, il réintègre le MI6, et on lui offre une chance de se racheter : il doit trouver et tuer Francisco « Pistol » Scaramanga en Jamaïque. Tireur d'élite travaillant pour Cuba, Scaramanga est connu pour son Colt .45 canon long à barillet plaqué or, et le fait qu'il ne rate jamais sa cible. M sait que, quelle que soit l'issue de cette mission, le service y gagne : soit Bond réussit, preuve qu'il serait bel et bien de retour, soit l'homme au pistolet d'or le tue en premier, ce qui résoudra de façon définitive le cas James Bond...
C'est ainsi que Bond s'envole pour la Jamaïque et se fait embaucher par Scaramanga sous le nom de Mark Hazard comme son secrétaire. Il découvre que Scaramanga dirige un gang mêlant Soviétiques, Cubains et Jamaïcains, qui exploite une plantation de canne à sucre pour augmenter la valeur du sucre cubain. Le gang exploite aussi des casinos jamaïcains et est à la base d'un trafic de drogue distribuée aux États-Unis. Bond est chargé durant la réunion de surveiller l'entrée du lieu où elle se tiendra, mais il entend à travers la porte que Scaramanga a prévu de se débarrasser de lui une fois son travail terminé. La vraie identité de Bond est ensuite confirmée par un agent du KGB. Dans une excursion en train, Bond et Scaramanga s'affrontent, et Bond s'en sort avec l'aide de son ami Felix Leiter, monté incognito à bord du train.
Scaramanga parvient à s'échapper dans les marais, mais Bond le poursuit et le coince peu de temps après alors que celui-ci mange un boa cru qu'il vient de tuer. En bon catholique, Scaramanga demande une dernière prière, ce qui lui est accordé. Mais avant d'être abattu par Bond, Scaramanga lui tire une balle empoisonnée au venin du serpent à l'aide d'un derringer doré, qui cause l'évanouissement de Bond. Heureusement, il est repéré et hospitalisé par un policier passant par là. Un homme ayant découvert le venin lui administre du sérum et le sauve. James refuse l'invitation de la reine pour le rencontrer.

## Personnages principaux
- James Bond
- M
- Felix Leiter
- Francisco Scaramanga
- Mary Goodnight : c'est l'une des secrétaires du service, travaillant dans ce tome en Jamaïque.

## Adaptation cinématographique
L'Homme au pistolet d'or est la base du scénario du neuvième James Bond au cinéma en 1974. C'est le quatrième Bond à avoir été réalisé par Guy Hamilton, le second avec Roger Moore en 007 et avec Christopher Lee dans le rôle du méchant. Cependant, à l'instar de plusieurs autres adaptations cinématographiques des romans de Fleming, le film ne reprend pas grand-chose du livre, seulement le titre, le « méchant » et son pistolet d'or, quoique beaucoup plus « gadgétisé » que l'original.